# Lee Marvin
Lee Marvin [lí márvin], ameriški filmski igralec, * 19. februar 1924, New York, New York, ZDA, † 29. avgust 1987, Tucson, Arizona, ZDA.
Marvin je bil znan po svojem hrapavem glasu. V začetku svoje igralske poti je igral vloge podležev in vojnih veteranov, po prejemu Oskarja za glavno moško vlogo v filmu Cat Ballou leta 1965 pa je igral bolj raznolike in dobrohotne vloge.